# Brădiceni
Brădiceni – wieś w Rumunii, w okręgu Gorj, w gminie Peștișani. W 2011 roku liczyła 677 mieszkańców.